# 816 до н. е.

## Події
- За однією з версій Прока, легендарний цар міста Альба-Лонга в Італії, вступив на престол.

### Астрономічні явища
- 3 травня. Повне сонячне затемнення.[1]
- 27 жовтня. Кільцеподібне сонячне затемнення.[1]